# Miranda Sings

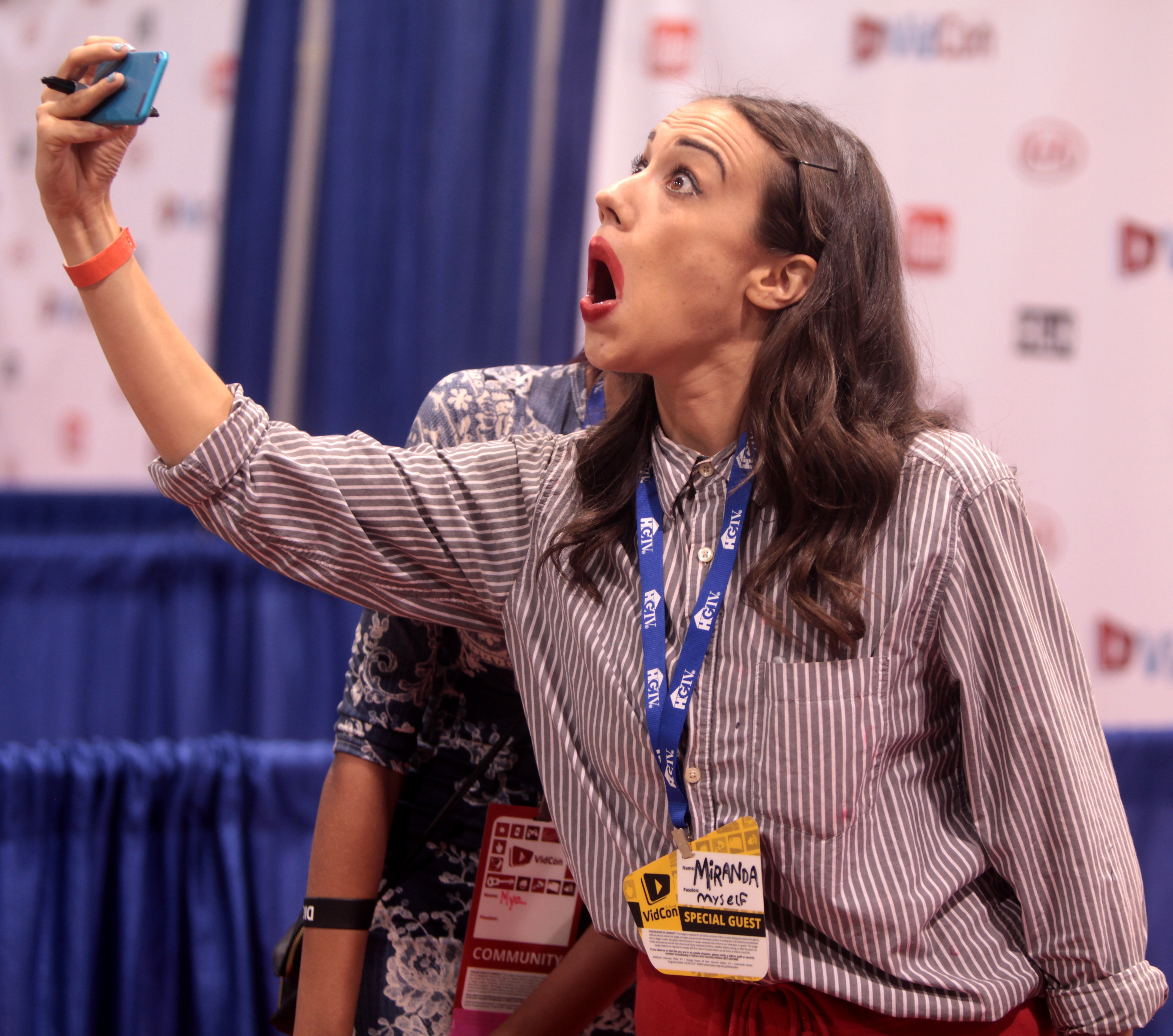
Miranda Sings: VidCon 2014, Anaheim, California

Miranda Sings es un personaje de Internet creado en el año 2008 por la comediante, actriz y cantante Colleen Ballinger. Ballinger muestra vídeos del personaje cómico de Miranda Sings, sin talento, egoísta y peculiar en su canal de YouTube bajo el nombre de usuario mirandasings08. En estos vídeos, el personaje canta mal, habla sobre temas de actualidad que a menudo suele malinterpretar, realiza "tutoriales" y despotrica contra sus críticos, a quienes llama "haters" (hater proviene del término hate, que significa odiar). Ballinger también cuenta con el personaje en un segundo canal de YouTube, mirandavlogz (en el que ya dejó de subir vídeos).
A partir de octubre del 2016, los dos canales de YouTube de Miranda recibieron un total de más de 1 mil millones de visitas, y el canal principal alcanzó más de 8,300,000 suscriptores.
Ballinger creó el personaje de Miranda como una sátira de los muchos cantantes malos y egoístas que creen que la publicación de sus vídeos en YouTube les permitirán introducirse en el mundo del espectáculo. A partir de 2009, además de sus vídeos de internet, Ballinger ha realizado a menudo actuaciones de cabaret, metida en el papel de Miranda Sings, en espacios de cabaret y teatros de Nueva York, Londres y otras ciudades de EE. UU., Canadá, Australia y otros lugares. Sus actuaciones incluyen la seña de identidad de Miranda, cantar fuera de tono éxitos de música pop y todo tipo de ritmos, con presentaciones que se centran en la historia de fondo del personaje, y todo ello lleno de malapropismos y "spoonerismos"; los actos incorporan a menudo actividades como dar una "lección de canto", o cantar a dúo con celebridades musicales o de Broadway, leer mensajes de los "haters" dirigidos a Miranda, y cantar mientras realiza su "truco de magia" en el cual es apuñalada en el cuello. El personaje ha aparecido en varias entrevistas de Internet, y las series web, y en un episodio del programa de televisión Victorious en 2012.

## Descripción

### Vídeos de YouTube
Desde enero de 2008, Ballinger ha publicado más de 250 vídeos como Miranda Sings en el canal de YouTube mirandasings08. El personaje es una sátira de los vídeos de YouTube, cada vez más comunes, mediocres e incluso malos y vanidosos cantantes que se graban a ellos mismos cantando como una forma de autopromoción, y que ignoran los realistas o crueles comentarios de los "haters" al ver sus vídeos. "Miranda" es supuestamente una mujer veinteañera educada en casa, en la cual vive con su madre y su tío en Tacoma, Washington Ballinger ha sido capaz de convertir la popularidad de los vídeos de Miranda en ingresos provenientes de un porcentaje de la cuota de publicidad.
En los vídeos, el personaje de Miranda canta de forma desafinada y cómica, pero plausible, abarcando todo tipo de ritmos y éxitos de música pop, con introducciones centrándose en el trasfondo del personaje. Usa spoonerismos y malapropismos, es ridículamente egocéntrica y tiene un estilo atrevido, de arrogante actitud. El periódico inglés The Times describe al personaje de Miranda como alguien "auto-obsesionado e inmune a la crítica". Ella responde a los espectadores que se toman en serio sus vídeos con el eslogan: Haters back off! (¡Haters, retroceded!), diciéndoles a estos críticos que son "solo unos celosos" y que "los haters la hacen famosa". El personaje muestra rasgos faciales como por ejemplo un movimiento hiperactivo de las cejas y una sonrisa torcida. Su cabeza inclinada hacia un lado y sus peculiaridades a la hora de pronunciar, realizando un énfasis en los sonidos de la "m" y de la "b" y el uso de una enérgica "g" (como por ejemplo en las palabras "singing" y "song", que hacen referencia a "cantar" y "canción") En lugar de una cantar una letra de una canción que no puede recordar, recurre a la música scat. Miranda lleva lápiz labial por encima de los labios, se viste con ropa pasada de moda (como una camisa de hombre abotonada hasta el cuello con pantalones de chándal rojos) y a menudo baila de forma rígida la música que está interpretando. Miranda ve a la sociedad y a la moral como políticamente incorrectos, y muestra una fuerte aversión a cualquier subida de tono, a la que llama "porno".
Ballinger dijo en el The Wall Street Journal que "tengo que hacer cosas como torturarme a mí misma para mantener a la gente mirando" sus vídeos de YouTube. Para ello, tuve que hacer el reto de la canela como Miranda, en febrero de 2012 después de que "cientos de fans comenzaran a pedirle que que hiciera el reto (...) su vídeo consiguió 70.000 visitas después de una semana" y más tarde acumuló más de 1.000.000 visitas.

### Series
El 14 de octubre de 2016, Miranda sacó su primera serie en "Netflix" llamada Haters Back Off, en cual relata la vida de la comediante en sus comienzos en YouTube. La serie llegó con un buen rating.